# Konstantin von Mananalis
Konstantin von Mananalis († 684), auch Silvanus genannt, gilt als erster Apostel und Gründer der Paulikianer.

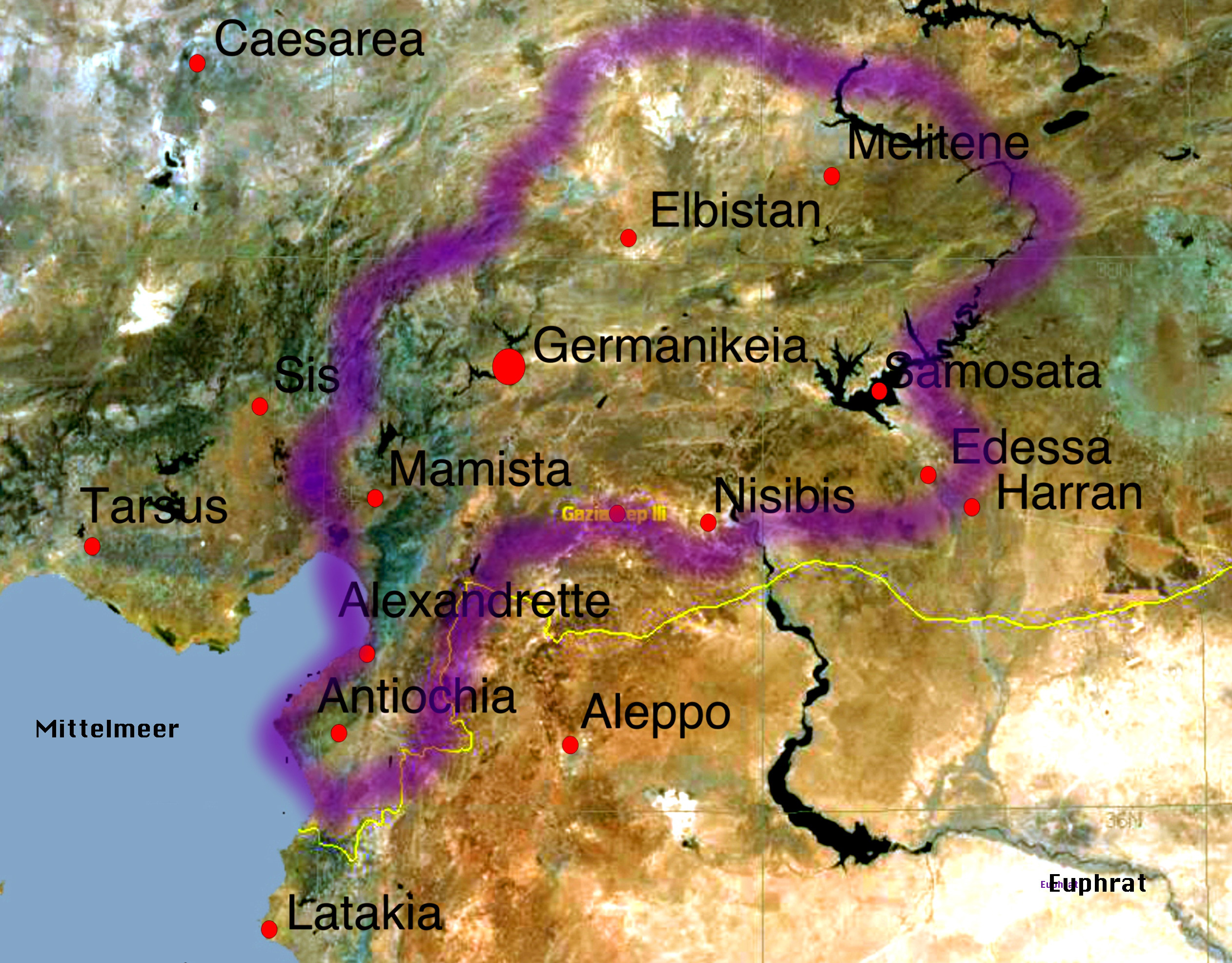
Geburtsregion des Konstantin-Silvanus

Konstantin wurde in Mananalis im damaligen Syrien nahe der heute bekannteren antiken Stadt Samosata geboren. In seiner Glaubenslehre soll er sich insbesondere auf Paulus von Tarsus, Marcion, die vier Evangelien und Überlieferungen des Urchristentums berufen haben. Er verehrte Jesus Christus als gottgesandten Propheten, war jedoch gegen dessen Gleichsetzung mit Gott und den damit verbundenen Marienkult. Außerdem predigte er für den urchristlichen kooperativen sozialen Zusammenhalt in den Dorfgemeinden Kleinasiens und verurteilte die religiöse Verehrung der Reliquien und Ikonen in der armenischen und byzantinischen Kirche als Götzendienst.
Die erste Paulikianer-Gemeinde gründete er um 655 in Kibossa in der Nähe von Colonia in Armeniakon. Die wachsende Zahl seiner Anhänger infolge der fast 30 Jahre währenden Missionstätigkeit fand schließlich Beachtung durch die Kaiser Konstans II. und Konstantin IV., die diese Glaubensrichtung ablehnten und forderten Konstantin-Silvanus zu töten. Führer der Paulikianer blieb Konstantin-Silvanus auch als vogelfreier Verfolgter bis zu seinem Märtyrertod durch Steinigung im Jahr 684.